# Szőlőmagolaj

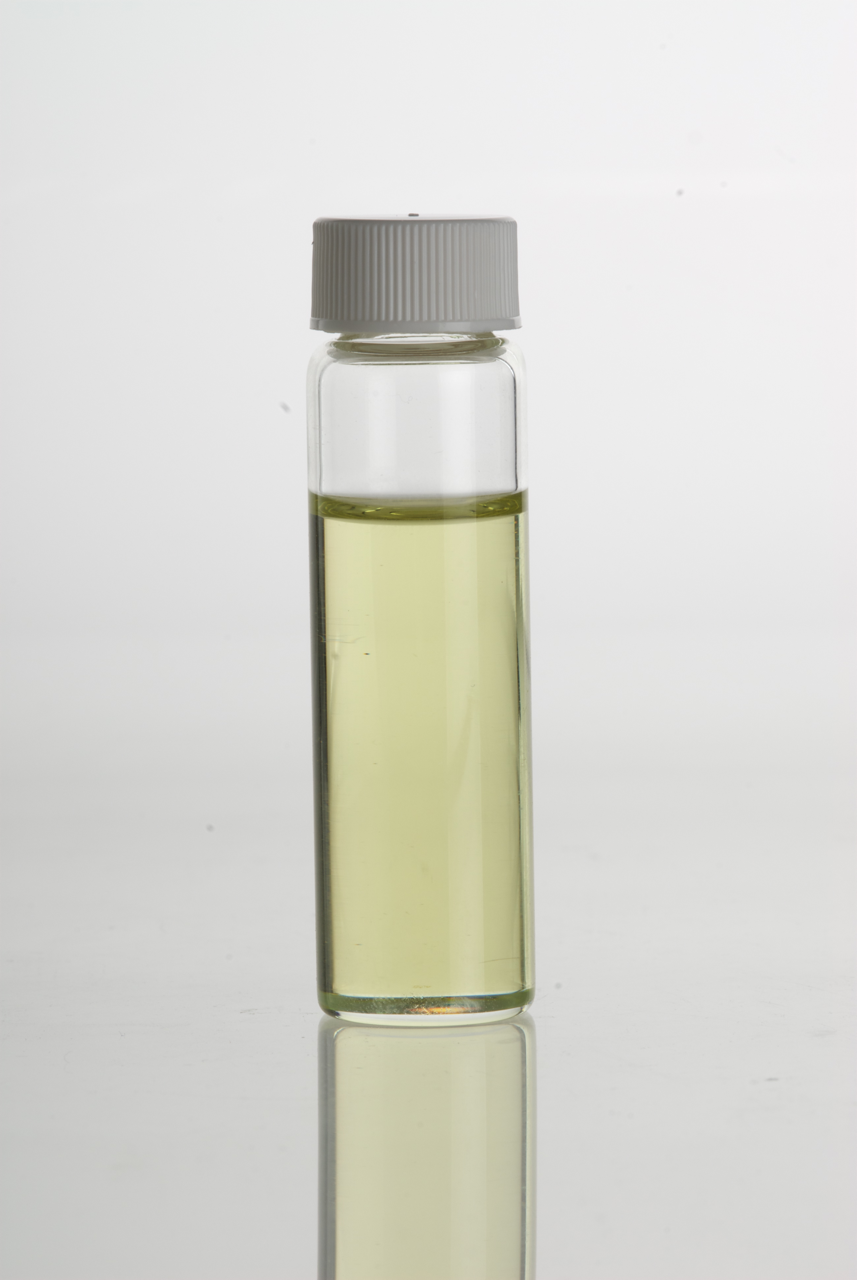
Szőlőmagolaj

A szőlőszem részei

A szőlőmagolaj zöldessárga színű, jellegzetes illatú, mely a feldolgozott szőlőéhez hasonlít. Ízét 200 °C felett is megtartja, füstpontja 250 °C ezért más olajoktól eltérően sütési hőmérsékleten kevesebb káros égéstermék keletkezik.

## Összetétele

### Bioaktív anyagok
Antioxidánsok, bioflavonok, klorofill, oligomer procianidok, polifenolok, fenolok (tokoferol), resveratrol, szteroidok (campesterol, béta-sitosterol, stigmasterol),

### Vitaminok
A-vitamin, B-vitamin család, C-vitamin, E-vitamin, F-vitamin

### Zsírsavösszetétel
Többszörösen telítetlen zsírsavakban gazdag
| Jelölés | Zsírsav       | Típus                    | Százalék         |
| ------- | ------------- | ------------------------ | ---------------- |
| 18:3    | linolsav      | ω-6, telítetlen          | 72               |
| 18:1    | olajsav       | ω-9, telítetlen          | 16               |
| 16:0    | palmitinsav   | telített                 | 7                |
| 18:0    | sztearinsav   | telített                 | 4                |
| 18:3    | linolénsav    | ω-3, telítetlen          | kevesebb, mint 1 |
| 16:1    | palmitolajsav | ω-7 vagy Δ-9, telítetlen | kevesebb, mint 1 |

## Hatása
A szőlőmagolajat külsőleg és belsőleg egyaránt használják.
Belsőleg használva a következő előnyös tulajdonságai vannak:
- szívbarát és védi a keringési rendszert a meszesedéstől
- erősíti a vérereket és a hajszálereket
- növeli  a HDL (jó) koleszterin szintjét és csökkenti az LDL (rossz) koleszterin szintjét
- csökkenti a trombózis lehetőségét
- magas antioxidáns tartalma miatt gátolja az öregedést és fiatalítja a bőrt
- védi a sejteket a káros hatásoktól és gátolja a rák kialakulásának veszélyét
- kedvező hatása van a prosztatára és az impotenciára
- nőknél a változó kor kellemetlen tüneteit enyhíti
- védi az agyat a szabad gyököktől és javítja az emlékező képességet
- védi a szemet, segíthet megakadályozni a szürke hályog kialakulását

Külsőleg alkalmazva főleg a kozmetikai célú felhasználása jelentős:
- javítja a bőr simaságát és rugalmasságát, puhaságát oxigen ellatottsagat
- regenerálja a kollagén szöveteket
- regenerálja a hajhagymákat